# هوارد بينغهام
هوارد بينغهام (بالإنجليزية: Howard Bingham)‏ هو كاتب سير ومصور أمريكي، ولد في 29 مايو 1939 في جاكسون في الولايات المتحدة، وتوفي في 15 ديسمبر 2016 في لوس أنجلوس في الولايات المتحدة.